# Kevin De Bruyne
Kevin De Bruyne (wym. [ˈkɛvɪn də ˈbrœy̆nə], ur. 28 czerwca 1991 w Drongen) – belgijski piłkarz, występujący na pozycji pomocnika we włoskim klubie SSC Napoli oraz w reprezentacji Belgii, której jest kapitanem. Brązowy medalista Mistrzostw Świata 2018. Uczestnik Mistrzostw Świata 2014 i 2022 oraz Mistrzostw Europy 2016, 2020 i 2024.
De Bruyne rozpoczął swoją karierę w Genk, gdzie był podstawowym graczem, gdy wygrali ligę belgijską. W 2012 dołączył do Chelsea, gdzie nie był często wykorzystywany, a następnie wypożyczony do Werderu Brema. W 2014 podpisał kontrakt z Wolfsburgiem za 18 milionów funtów. Stał się tam jednym z najlepszych graczy Bundesligi i to, że klub wygrał Puchar Niemiec w 2015 to w dużej mierze jego zasługa. Latem 2015 roku De Bruyne dołączył do Manchesteru City za rekordowe 54 miliony funtów. Od tego czasu zdobył cztery tytuły Premier League, pięć Pucharów Ligi i Puchar Anglii. W sezonie 2017/2018 odegrał znaczącą rolę w ustanowieniu rekordu Manchesteru City, który stał się jedyną drużyną Premier League, która zdobyła 100 punktów w jednym sezonie. W sezonie 2019/2020 De Bruyne wyrównał rekord największej liczby asyst w sezonie (20, wespół z Thierrym Henrym w sezonie 2002/03) i został wybrany najlepszym piłkarzem Premier League. 
De Bruyne zadebiutował na arenie międzynarodowej w 2010. Był członkiem reprezentacji Belgii, kiedy dotarła do ćwierćfinałów zarówno na Mistrzostwach Świata 2014 jak i na Mistrzostwach Europy 2016 i 2020. Reprezentował Belgię również gdy ta wygrała mecz o 3. miejsce z Anglią na Mistrzostwach Świata 2018 i został powołany do FIFA World Cup Dream Team. 
De Bruyne został czterokrotnie wybrany do składu sezonu Ligi Mistrzów UEFA a do męskiej drużyny światowej IFFHS, drużyny roku UEFA i drużyny roku ESM po trzy razy. Oprócz tego został wybrany do France Football World XI i do drużyny roku Bundesligi. Dwukrotnie zdobył także nagrodę Premier League Playmaker of the Season, dwukrotnie Piłkarza Roku PFA, Pomocnika Sezonu Ligi Mistrzów UEFA, Piłkarza Roku Bundesligi, Belgijskiego Sportowca Roku i Najlepszego Rozgrywającego Świata IFFHS.

## Kariera klubowa

### KRC Genk
De Bruyne rozpoczął swoją karierę w klubie KVV Drongen w 1997 roku. Siedem lat później dołączył do Genk. De Bruyne pierwszy mecz w barwach KRC Genk rozegrał 9 maja 2009 w przegranym 0:3 meczu z Charleroi. 7 lutego 2010 De Bruyne strzelił swojego pierwszego gola w barwach Genk. Wydarzyło się to w wygranym 1:0 meczu ze Standard Liège. W tym sezonie 2010/2011 w 33 występach strzelił 5 goli i zaliczył 16 asyst, a Genk został mistrzem Belgii. W sezonie 2011/2012 w 28 spotkaniach strzelił 8 goli i asystował przy 14. Udział w rozgrywkach ligowych zakończył z 8 golami w 28 występach.

### Chelsea
31 stycznia 2012 ogłoszono transfer De Bruyne'a do Chelsea za kwotę 8 mln €. Podpisał pięcioipółroczny kontrakt, ale został w Genku do końca sezonu. 18 lipca 2012 De Bruyne zadebiutował w Chelsea w wygranym 4:2 meczu z Seattle Sounders. Zagrał również w pierwszej połowie przeciwko gigantowi Ligue 1 Paris Saint-Germain na Yankee Stadium w Nowym Jorku.

### Werder Brema (wypożyczenie)
2 sierpnia 2012 ogłoszono, że De Bruyne zostanie wypożyczony do Werderu Brema na cały sezon. 15 września 2012 strzelił pierwszego gola w barwach Werderu w przegranym 2:3 meczu z Hannover 96. Sezon zakończył z 33 występami, strzelił 10 bramek i asystował 9 razy.

### Powrót do Chelsea
Po udanym wypożyczeniu do Werderu Brema wrócił do Chelsea. Jose Mourinho zapewniał, że De Bruyne jest w planach Chelsea. Niestety w przygotowaniach do sezonu doznał kontuzji, ale wyzdrowiał i zadebiutował w meczu z Hull City, w którym Chelsea wygrała 2:0.

### VfL Wolfsburg

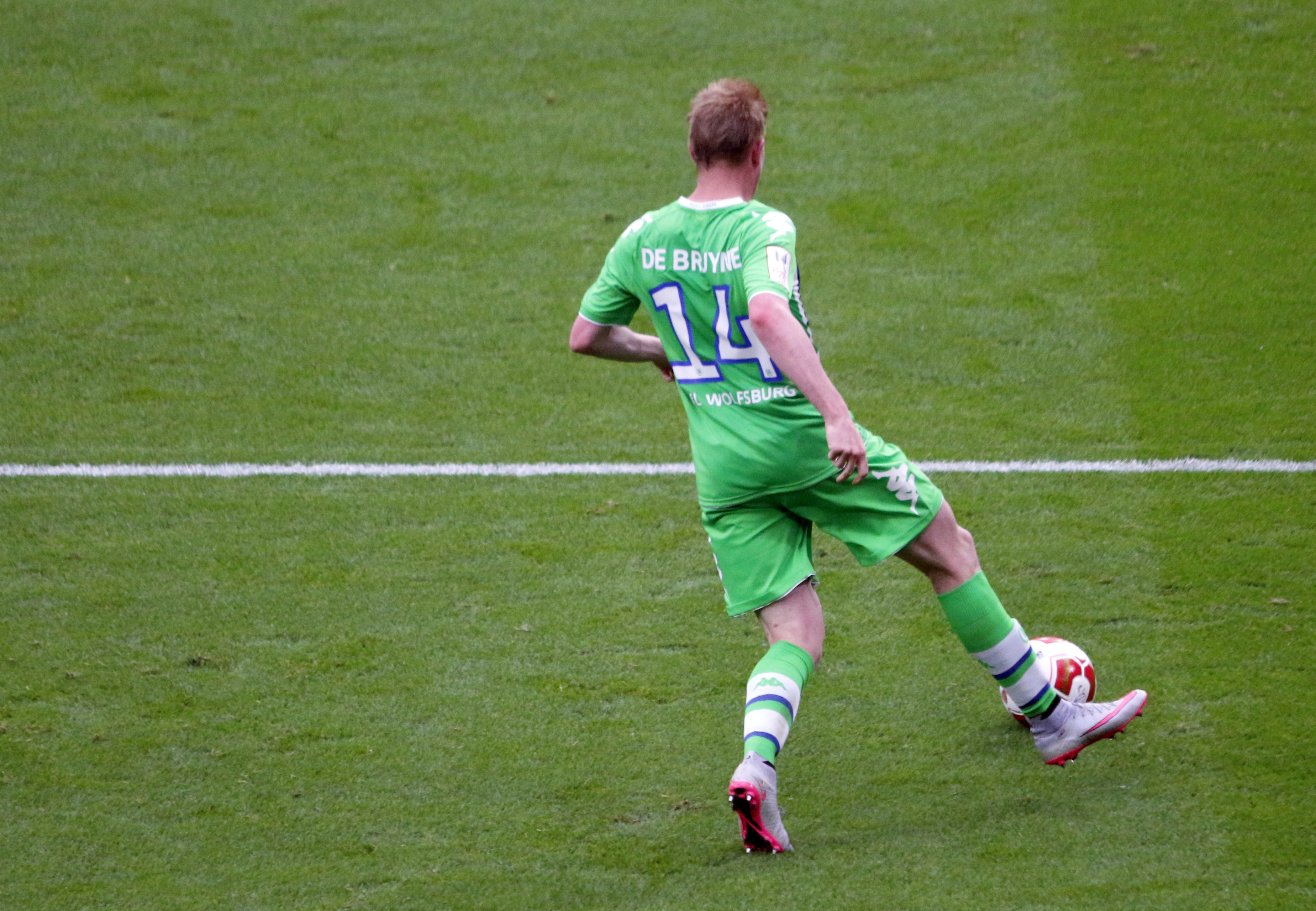
Kevin de Bruyne jako zawodnik Wolfsburga

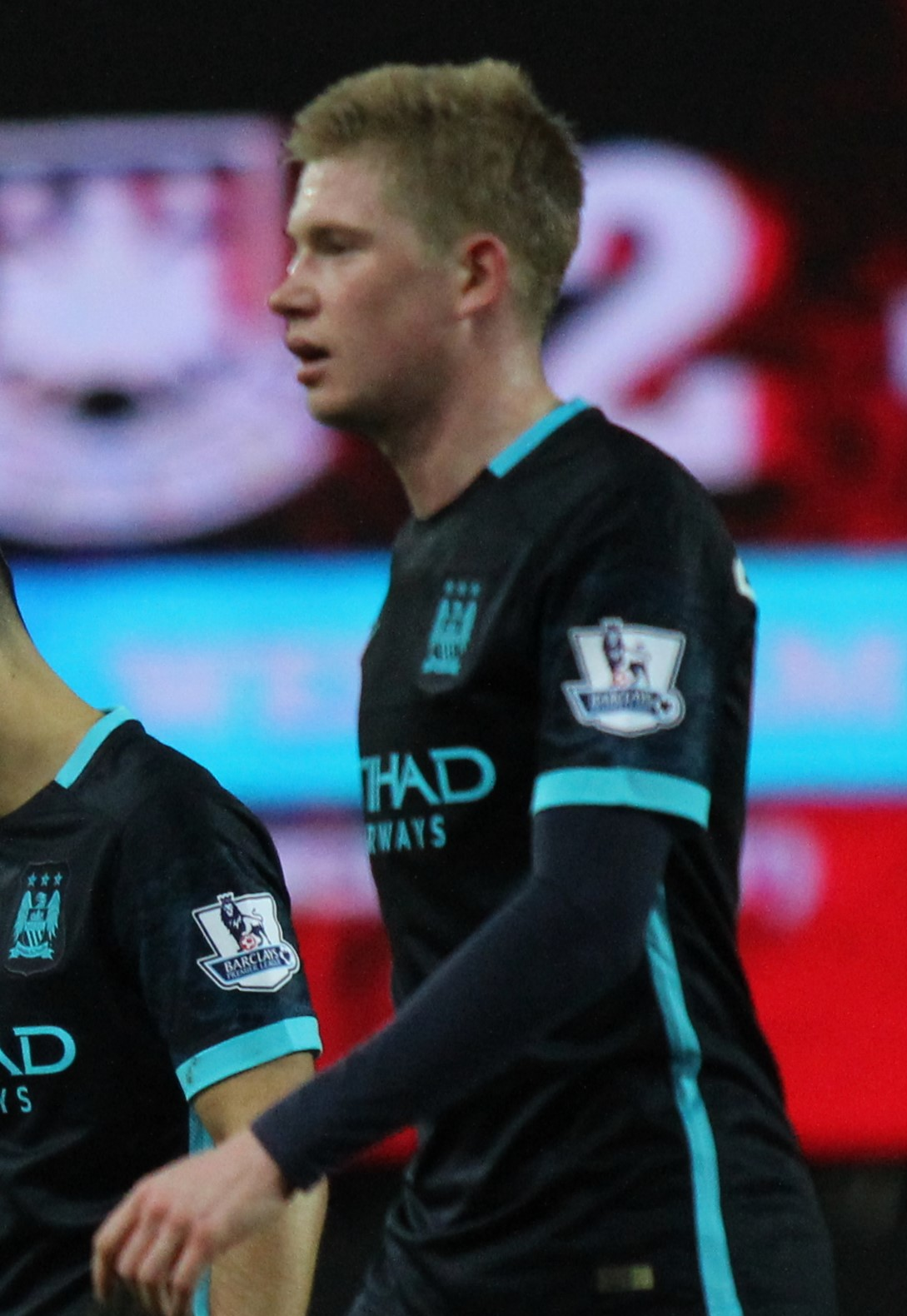
Kevin de Bruyne jako zawodnik Manchesteru City

18 stycznia 2014, VfL Wolfsburg ogłosił zakup De Bruyne'a za 22 mln €. Tydzień później zadebiutował w barwach Wolfsburga w przegranym 1:3 meczu z Hannoverem 96. 12 kwietnia De Bruyne wywalczył zwycięstwo 4:1 w meczu z 1. FC Nürnberg strzelając dwie bramki.
De Bruyne strzelił swojego pierwszego gola w sezonie 2014/2015, 2 października 2014 w zremisowanym 1:1 meczu Ligi Europejskiej z Lille OSC. 30 stycznia 2015 strzelił dwie bramki w meczu z Bayernem Monachium. VfL Wolfsburg wygrał 4:1 i było to pierwsza porażka Bayernu w lidze od kwietnia 2014. Kevin De Bruyne zakończył sezon 2014/2015 z 34 występami 10 golami i rekordową liczbą asyst w Bundeslidze; zaliczył ich aż 21. Wolfsburg zakończył sezon na drugim miejscu w lidze i zakwalifikował się do Ligi Mistrzów, a De Bruyne został uznany piłkarzem sezonu w Niemczech.
Na początku sezonu 2015/2016 VfL Wolfsburg pokonał Bayern Monachium w rzutach karnych.

### Manchester City
30 sierpnia 2015 Manchester City ogłosił transfer de Bruyne'a. Angielski klub zapłacił za niego 74 mln € i transfer De Bruyne'a stał się najdroższym w historii Premier League. Zadebiutował 12 września 2015 roku w wygranym 1:0 meczu z Crystal Palace. zastąpił kontuzjowanego Sergio Agüero w 25. minucie. 19 września 2015 w meczu z West Ham United zdobył swojego pierwszego gola w barwach City, ale West Ham wygrał 2:1. 2 października został nominowany do Złotej Piłki FIFA. Nominowani zostali też jego dwaj koledzy z drużyny: Sergio Agüero i Yaya Touré. 18 dni później pojawił się na zmniejszonej liście nominowanych do Złotej Piłki. 21 października De Bruyne w doliczonym czasie gry zdobył zwycięskiego gola w meczu Ligi Mistrzów z Sevillą. City wygrało mecz 2:1. 17 stycznia podczas ligowego meczu z Crystal Palace, De Bruyne zanotował swoją 100 asystę w barwach Manchesteru City. Była to jednocześnie 76. asysta belgijskiego zawodnika w rozgrywkach Premier League, dzięki czemu znalazł się w dziesiątce najlepszych asystentów w historii ligi, dzieląc 10. pozycję z Teddym Sheringhamem. 7 kwietnia 2021 roku belgijski pomocnik parafował nową umowę z Manchesterem City, która obowiązywać będzie do 2025 roku. 11 maja 2022 w meczu ligowym z Wolverhampton Wanderers F.C. strzelił cztery gole.

## Statystyki

### Klubowe
(aktualne na 18 lutego 2023)
| Klub                | Sezon            | Liga               | Liga  | Liga   | Puchar kraju | Puchar kraju | Puchar ligi | Puchar ligi | Europa | Europa | Inne  | Inne   | Razem | Razem  |
| Klub                | Sezon            | Liga               | Mecze | Bramki | Mecze        | Bramki       | Mecze       | Bramki      | Mecze  | Bramki | Mecze | Bramki | Mecze | Bramki |
| ------------------- | ---------------- | ------------------ | ----- | ------ | ------------ | ------------ | ----------- | ----------- | ------ | ------ | ----- | ------ | ----- | ------ |
| KRC Genk            | 2008/2009        | Jupiler Pro League | 2     | 0      | 0            | 0            | —           | —           | —      | —      | —     | —      | 2     | 0      |
| KRC Genk            | 2009/2010        | Jupiler Pro League | 35    | 3      | 2            | 0            | —           | —           | 2      | 0      | 1     | 0      | 40    | 3      |
| KRC Genk            | 2010/2011        | Jupiler Pro League | 32    | 5      | 0            | 0            | —           | —           | 3      | 1      | 0     | 0      | 35    | 6      |
| KRC Genk            | 2011/2012        | Jupiler Pro League | 28    | 8      | 1            | 0            | —           | —           | 6      | 0      | 1     | 0      | 36    | 8      |
| KRC Genk            | Razem            | Razem              | 97    | 16     | 3            | 0            | —           | —           | 11     | 1      | 2     | 0      | 113   | 17     |
| Chelsea             | 2012/2013        | Premier League     | 0     | 0      | 0            | 0            | 0           | 0           | 0      | 0      | —     | —      | 0     | 0      |
| Chelsea             | 2013/2014        | Premier League     | 3     | 0      | 0            | 0            | 3           | 0           | 3      | 0      | —     | —      | 9     | 0      |
| Chelsea             | Razem            | Razem              | 3     | 0      | 0            | 0            | 3           | 0           | 3      | 0      | 0     | 0      | 9     | 0      |
| Werder Brema (wyp.) | 2012/2013        | Bundesliga         | 33    | 10     | 1            | 0            | —           | —           | —      | —      | —     | —      | 34    | 10     |
| VfL Wolfsburg       | 2013/2014        | Bundesliga         | 16    | 3      | 2            | 0            | —           | —           | —      | —      | —     | —      | 18    | 3      |
| VfL Wolfsburg       | 2014/2015        | Bundesliga         | 34    | 10     | 6            | 1            | —           | —           | 11     | 5      | —     | —      | 51    | 16     |
| VfL Wolfsburg       | 2015/2016        | Bundesliga         | 2     | 0      | 1            | 1            | —           | —           | —      | —      | 1     | 0      | 4     | 1      |
| VfL Wolfsburg       | Razem            | Razem              | 52    | 13     | 9            | 2            | —           | —           | 11     | 5      | 1     | 0      | 73    | 20     |
| Manchester City     | 2015/2016        | Premier League     | 25    | 7      | 1            | 1            | 5           | 5           | 10     | 3      | —     | —      | 41    | 16     |
| Manchester City     | 2016/2017        | Premier League     | 36    | 6      | 5            | 0            | 1           | 0           | 7      | 1      | —     | —      | 49    | 7      |
| Manchester City     | 2017/2018        | Premier League     | 37    | 8      | 3            | 1            | 4           | 2           | 8      | 1      | —     | —      | 52    | 12     |
| Manchester City     | 2018/2019        | Premier League     | 19    | 2      | 4            | 2            | 5           | 2           | 4      | 0      | 0     | 0      | 32    | 6      |
| Manchester City     | 2019/2020        | Premier League     | 35    | 13     | 2            | 1            | 3           | 0           | 7      | 2      | 1     | 0      | 48    | 16     |
| Manchester City     | 2020/2021        | Premier League     | 25    | 6      | 3            | 1            | 4           | 0           | 8      | 3      | —     | —      | 40    | 10     |
| Manchester City     | 2021/2022        | Premier League     | 30    | 15     | 3            | 1            | 2           | 1           | 10     | 2      | 0     | 0      | 44    | 19     |
| Manchester City     | 2022/2023        | Premier League     | 32    | 7      | 4            | 1            | 2           | 0           | 10     | 2      | 1     | 0      | 49    | 10     |
| Manchester City     | 2023/2024        | Premier League     | 18    | 4      | 5            | 0            | 0           | 0           | 2      | 2      | 1     | 0      | 26    | 6      |
| Manchester City     | 2024/2025        | Premier League     | 28    | 4      | 4            | 2            | 0           | 0           | 7      | 0      | 1     | 0      | 40    | 6      |
| Manchester City     | Razem            | Razem              | 285   | 72     | 34           | 10           | 26          | 10          | 73     | 16     | 4     | 0      | 421   | 108    |
| Razem w karierze    | Razem w karierze | Razem w karierze   | 437   | 101    | 46           | 12           | 29          | 10          | 98     | 22     | 7     | 0      | 617   | 145    |

## Kariera reprezentacyjna
W barwach narodowych po raz pierwszy wystąpił 19 listopada 2008, kiedy to zagrał w reprezentacji do lat 18 w meczu z Holandią, w którym strzelił gola, przyczyniając się do zwycięstwa 3:0. W 2009 regularnie występował w kadrach U-18 i U-19 (jedyną bramkę zdobył w niej 13 listopada w wygranym 4:0 spotkaniu z Andorą). W reprezentacji seniorskiej zadebiutował 11 sierpnia 2010 w przegranym 0:1 pojedynku z Finlandią. Kevin De Bruyne był podstawowym zawodnikiem swojej reprezentacji na Mistrzostwach Świata rozgrywanych w Brazylii w 2014 oraz w Rosji w 2018, gdzie zdobył brązowy medal.
13 maja 2014 De Bruyne znalazł się w kadrze Belgii na Mistrzostwa Świata 2014 w Brazylii. 17 czerwca 2014 w pierwszym meczu grupowym przeciwko Algierii De Bruyne asystował przy golu wyrównującym Marouane’a Fellainiego, gdzie Dries Mertens strzelił drugiego gola na wagę zwycięstwa 2:1 i został wybrany zawodnikiem meczu przez FIFA. 1 lipca w meczu 1/8 finału strzelił pierwszego gola dla Belgii w trzeciej minucie dogrywki pokonując Stany Zjednoczone 2:1. 5 lipca w ćwierćfinale Belgia została wyeliminowana z turnieju po przegranej 0:1 z Argentyną.
10 października 2014 strzelił dwa gole wygranym 6:0 meczu z Andorą w kwalifikacjach do Mistrzostw Europy 2016, co równa się rekordowemu zwycięstwu zespołu w europejskich kwalifikacjach rozgrywanych w 1986 roku. 10 października 2015 strzelił gola w wygranym 4:1 meczu z Andorą, co zapewniło Belgii zakwalifikowanie się do Mistrzostw Europy we Francji. Trzy dni później strzelił gola w wygranym 3:1 meczu z Izraelem zapewniając Belgii pierwsze miejsce w grupie eliminacyjnej do Euro 2016. 31 maja 2016 został wybrany do 23-osobowego składu Belgii na Mistrzostwa Europy 2016 we Francji. 18 czerwca w drugim meczu grupowym wygranym 3:0 z Irlandią został dobrze oceniony za występ w spotkaniu. 26 czerwca został wybrany zawodnikiem meczu przez stację BBC za swój występ w wygranym 4:0 meczu z Węgrami w 1/8 finału, gdzie zaliczył dwie asysty. 1 lipca w ćwierćfinale przegranym 1:3 z Walią rozegrał całe spotkanie.
Został powołany do składu Belgii na  Mistrzostwa Świata 2018 w Rosji. 18 czerwca w pierwszym meczu grupowym z debiutującą Panamą asystował przy pierwszym golu Romelu Lukaku a spotkanie Belgia wygrała 3:0. 6 lipca strzelił gola dla Belgii w meczu ćwierćfinałowym wygranym 2:1 z Brazylią i został wybrany zawodnikiem meczu. 10 lipca w półfinale z Francją rozegrał cały mecz gdzie Belgia przegrała z przyszłymi mistrzami świata 0:1. 14 lipca  rozegrał całe spotkanie gdzie Belgia pokonała 2:0 Anglię w meczu o trzecie miejsce i był to pierwszy medal dla Belgii na mistrzostwach świata.
17 maja 2021 został powołany na Mistrzostwa Europy 2020. 17 czerwca strzelił swojego pierwszego i zwycięskiego gola w drugim meczu grupowym wygrywając 2:1 z Danią, gdzie wcześniej asystował przy zdobyciu pierwszego gola przez swój zespół. W meczu 1/8 finału wygranym 1:0 z Portugalią doznał kontuzji kostki w wyniku wślizgu od tyłu przez Portugalczyka Joao Palhinhy. 2 lipca w meczu ćwierćfinałowym przegranym 1:2 z Włochami wyszedł na boisko w podstawowym składzie i zagrał całe 90 minut.
10 listopada 2022 został powołany na Mistrzostwa Świata 2022 w Katarze. De Bruyne rozegrał wszystkie trzy mecze grupowe na turnieju, gdzie Belgia odpadła w fazie grupowej po wygranej 1:0 z Kanadą porażce z Marokiem 0:2 i remisem 0:0 z Chorwacją zajmując trzecie miejsce z czterema punktami.
21 marca 2023 De Bruyne został ogłoszony nowym kapitanem Belgii po przejściu Edena Hazarda na piłkarską emeryturę. Tydzień później znacznie przyczynił się do zwycięstwa Belgii nad reprezentacją Niemiec w towarzyskim meczu po raz pierwszy od 1954 roku, strzelając gola i zaliczając dwie asysty wygranym 3:2 wyjazdowym meczu.
28 maja 2024 został powołany do kadry Belgii na Mistrzostwa Europy 2024 w Niemczech. 5 czerwca rozegrał setny występ w reprezentacji, w którym strzelił gola w towarzyskim meczu wygranym 2:0 nad Czarnogórą. Na Mistrzostwach Europy w Niemczech rozegrał wszystkie trzy spotkania grupowe przegranym 0:1 ze Słowacją, wygranym meczu z Rumunią gdzie strzelił gola na 2:0 i remisie 0:0 z Ukrainą. W 1/8 finału zmierzyli się z Francją gdzie Belgowie przegrali 0:1 po samobójczym golu Jana Vertonghena i odpadli z turnieju.
(aktualne na 1 grudnia 2022)
| Reprezentacja | Rok     | Mecze | Gole |
| ------------- | ------- | ----- | ---- |
| Belgia        | 2010    | 1     | 0    |
| Belgia        | 2011    | 1     | 0    |
| Belgia        | 2012    | 6     | 1    |
| Belgia        | 2013    | 11    | 3    |
| Belgia        | 2014    | 11    | 4    |
| Belgia        | 2015    | 8     | 4    |
| Belgia        | 2016    | 12    | 1    |
| Belgia        | 2017    | 8     | 0    |
| Belgia        | 2018    | 10    | 2    |
| Belgia        | 2019    | 6     | 4    |
| Belgia        | 2020    | 4     | 1    |
| Belgia        | 2021    | 10    | 3    |
| Belgia        | 2022    | 9     | 2    |
| Belgia        | 2023    | 2     | 1    |
| Belgia        | 2024    | 8     | 4    |
| Belgia        | 2025    | 2     | 0    |
| Łącznie       | Łącznie | 109   | 30   |

## Sukcesy

### KRC Genk
- Mistrzostwo Belgii: 2010/2011
- Puchar Belgii: 2008/2009
- Superpuchar Belgii: 2011

### VfL Wolfsburg
- Puchar Niemiec: 2014/2015
- Superpuchar Niemiec: 2015

### Manchester City
- Mistrzostwo Anglii: 2017/2018, 2018/2019, 2020/2021, 2021/2022, 2022/2023, 2023/2024
- Puchar Anglii: 2018/2019, 2022/2023
- Puchar Ligi Angielskiej: 2015/2016, 2017/2018, 2018/2019, 2019/2020, 2020/2021
- Tarcza Wspólnoty: 2019
- Liga Mistrzów UEFA: 2022/2023

### Reprezentacyjne
- 3. miejsce na Mistrzostwach świata: 2018

### Indywidualne
- Król strzelców Pucharu Ligi Angielskiej: 2015/2016
- Najlepszy asystent Pucharu Ligi Angielskiej: 2015/2016
- Najlepszy asystent Premier League: 2016/2017
- Najlepszy asystent Bundesligi: 2014/2015 (20 asyst)
- Najlepszy asystent Mistrzostw świata: 2018

### Wyróżnienia
- Młody piłkarz roku w Bundeslidze: 2012/2013
- Piłkarz roku w Bundeslidze: 2014/2015
- Drużyna roku w Bundeslidze: 2014/2015
- Drużyna sezonu Ligi Europy: 2014/2015
- Piłkarz roku w Niemczech: 2015
- Zawodnik miesiąca Ethitad: wrzesień 2015, październik 2015, grudzień 2015
- Jedenastka roku France Football: 2015
- Sportowiec roku w Belgii: 2015
- Piłkarz roku w Manchesterze City: 2015/2016, 2017/2018
- Drużyna roku w Premier League według PFA: 2017/2018
- Drużyna Roku UEFA: 2017
- Drużyna sezonu Liga Mistrzów UEFA: 2017/2018, 2018/2019
- Drużyna marzeń Mistrzostw Świata: 2018
- Piłkarz roku Premier League: 2019/2020
- Najlepszy rozgrywający według IFFHS: 2020
- Drużyna Roku na świecie według IFFHS: 2017, 2019, 2020, 2021[63][64]
- Drużyna Roku UEFA według IFFHS: 2021[65]
- Drużyna dekady UEFA według IFFHS: 2011–2020
- Drużyna sezonu najmocniejszych lig w Europie według WhoScored: 2021/2022[66]
- Jedenastka Roku FIFA FIFPro: 2020, 2021[67]
- Jedenastka roku według L’Équipe: 2021[68]